# Diastylis spinulosa
Diastylis spinulosa is een zeekommasoort uit de familie van de Diastylidae. De wetenschappelijke naam van de soort is voor het eerst geldig gepubliceerd in 1875 door Heller.